# Paul Stäckel

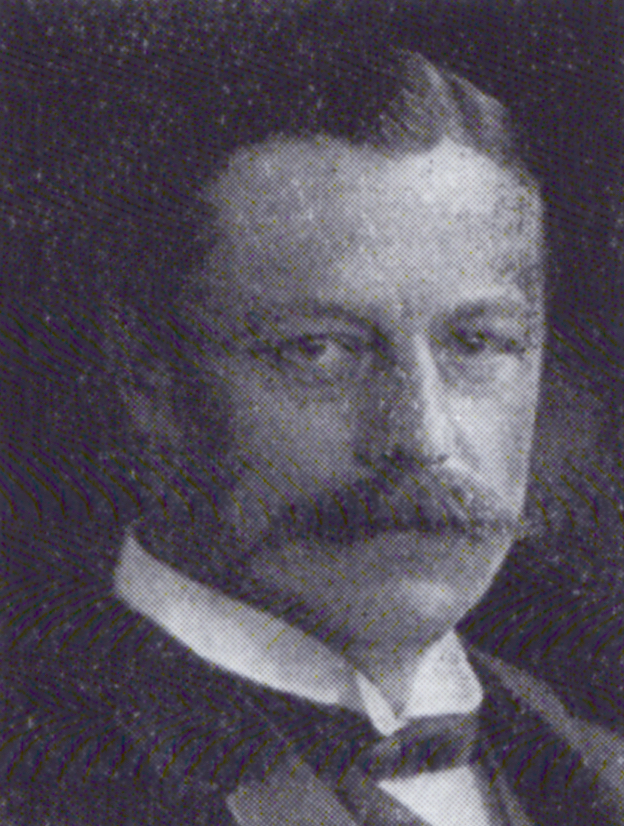
Paul Stäckel

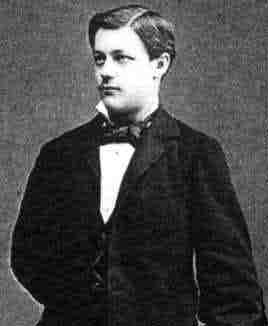
Paul Stäckel

Paul Gustav Samuel Stäckel (* 20. August 1862 in Berlin; † 12. Dezember 1919 in Heidelberg) war ein deutscher Mathematiker. Er forschte auf dem Gebiet der Funktionentheorie, Differentialgeometrie, Zahlentheorie (zum Beispiel Goldbachsche Vermutung) und Geschichte der nichteuklidischen Geometrie. Auch leistete er Beiträge auf dem Gebiet des mathematischen Unterrichts. Auf dem Gebiet der Primzahlen benutzte er erstmals den Begriff Primzahlzwillinge.

## Leben
Paul Stäckel war der Sohn des Schulrats Ernst Gustav Stäckel († 1908) und dessen Gattin Marie Elisabeth Ringel. Er wurde evangelisch getauft. 1886 leistete er freiwilligen Militärdienst in Berlin, von 1914 bis 1916 diente er als Soldat im Ersten Weltkrieg. 1891 heiratete er Eleonore Elisabeth Lüdecke (* 1869, † nach 1919). Aus der Ehe gingen zwei Söhne und eine Tochter hervor.
Nach dem Abitur im Jahre 1880 studierte er an der Universität Berlin die Fächer Mathematik und Physik, hörte aber auch Vorlesungen über Philosophie, Psychologie, Pädagogik und Geschichte. Ein Jahr später legte er die Prüfung für das höhere Lehramt ab. Seinen Lebensunterhalt bestritt er zunächst mit Lehrtätigkeiten an Gymnasien in Berlin. 1885 schrieb er seine Doktorarbeit unter Leopold Kronecker und Karl Weierstraß. 1891 erfolgte die Habilitation an der Universität Halle. Später arbeitete er als Professor an der Universität Königsberg (außerordentlicher Professor 1895 bis 1897), der Universität Kiel (ordentlicher Professor, 1897 bis 1905), Universität Hannover (1905 bis 1908), der TH Karlsruhe (1908 bis 1913) und der Ruprecht-Karls-Universität Heidelberg (1913 bis 1919). Sein Nachfolger wurde Heinrich Liebmann.
Stäckel beschäftigte sich u. a. mit Mathematikgeschichte. Er gab den Briefwechsel von Carl Friedrich Gauß mit Wolfgang Bolyai heraus, war an der Herausgabe der Werke von Euler und Gauß beteiligt (wozu er einen Beitrag Gauss als Geometer schrieb) und gab die Geometrischen Untersuchungen von Wolfgang und Johann Bolyai heraus (1913). Außerdem übersetzte er Werke von Jakob I Bernoulli, Johann I Bernoulli, Augustin Louis Cauchy, Leonhard Euler, Joseph-Louis Lagrange, Adrien-Marie Legendre, Carl Gustav Jacobi ins Deutsche für die Serie Ostwalds Klassiker.
1905 war er Präsident der Deutschen Mathematiker-Vereinigung. Im Jahr 1895 wurde er zum Mitglied der Leopoldina gewählt, seit 1911 gehörte er der Heidelberger Akademie der Wissenschaften an. 1906 wurde er zum korrespondierenden Mitglied der Göttinger Akademie der Wissenschaften gewählt.

## Veröffentlichungen
- Über die Bewegung eines Punktes auf einer Fläche, 1885, Dissertation
- Die Integration der Hamilton-Jacobischen Differentialgleichung mittelst Separation der Variablen, 1891, Habilitation. Digitalisat Univ. Heidelberg
- Franz Adolph Taurinus. Ein Beitrag zur Vorgeschichte der nichteuklidischen Geometrie. In: Zeitschrift für Mathematik und Physik / Supplement. Band 14 (1899), S. 401–427. Digitalisat Univ. Heidelberg
- Geschichte der Funktionentheorie im achtzehnten Jahrhundert. In: Bibliotheca Mathematica.  3. Folge, 2 (1901), S. 111–121. Digitalisat Univ. Heidelberg
- Elementare Dynamik der Punktsysteme und starren Körper. In: Encyklopädie der mathematischen Wissenschaften mit Einschluss ihrer Anwendungen. Band 4: Mechanik. Teilband 1, Heft 4. Teubner, Leipzig 1908, S. 435–692.
- Verschiedene Veröffentlichungen in den Mathematischen Annalen (zwischen 1890 und 1909)
- Mehrere Beiträge in Nachrichten von der Gesellschaft der Wissenschaften zu Göttingen, Mathematisch-Physikalische Klasse zwischen 1896 und 1917.
- mit Friedrich Engel Theorie der Parallellinien von Euklid bis auf Gauss, 1895